# Qiviut

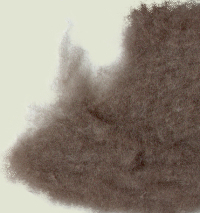
Un pequeño trozo de lana qiviut.

Qiviuq [SG] o qiviut [pl] ( /ˈkɪviət/ KIV -ee-ət; Inuktitut syllabics: ᕿᕕᐅᖅ; Inuinnaqtun: qiviuq;  Inupiaq: qiviu o qiviuq  (a veces escrito qiveut) es la lana interior del buey almizclero. En Inuktitut la misma palabra se puede usar para referirse al plumón de las aves.
El buey almizclero tiene un pelaje de dos capas, y qiviut se refiere específicamente a la suave lana debajo de la lana exterior más larga. El buey almizclero arroja esta capa de lana cada primavera. El qiviut se arranca del pelaje del buey almizclero durante la muda o se recoge de los objetos que los animales han rozado; a diferencia de las ovejas, los animales no se esquilan. Gran parte del qiviut comercialmente disponible proviene de Canadá y se obtiene de las pieles de bueyes almizcleros después de la caza. En Alaska, el qiviut se obtiene de animales de granja o se recolecta de la naturaleza durante la muda.

## Propiedades
El qiviut es más fuerte y cálido que la lana de oveja, y más suave que la lana de cachemira. Los bueyes almizcleros silvestres tienen fibras de qiviut de aproximadamente 18 micrómetros de diámetro. Las hembras y los animales jóvenes tienen una lana ligeramente más fina. A diferencia de la lana de oveja, no se encoge en agua cualquiera sea la temperatura, por lo que no es útil para confeccionar fieltro.
Se usa más comúnmente para confeccionar sombreros y bufandas, y se encuentra entre las lanas más suaves y cálidas. Es muy caro; una bufanda tejida de alta calidad puede costar más de 300 dólares americanos, pero durará más de 20 años con un buen cuidado.

## Producción y procesamiento

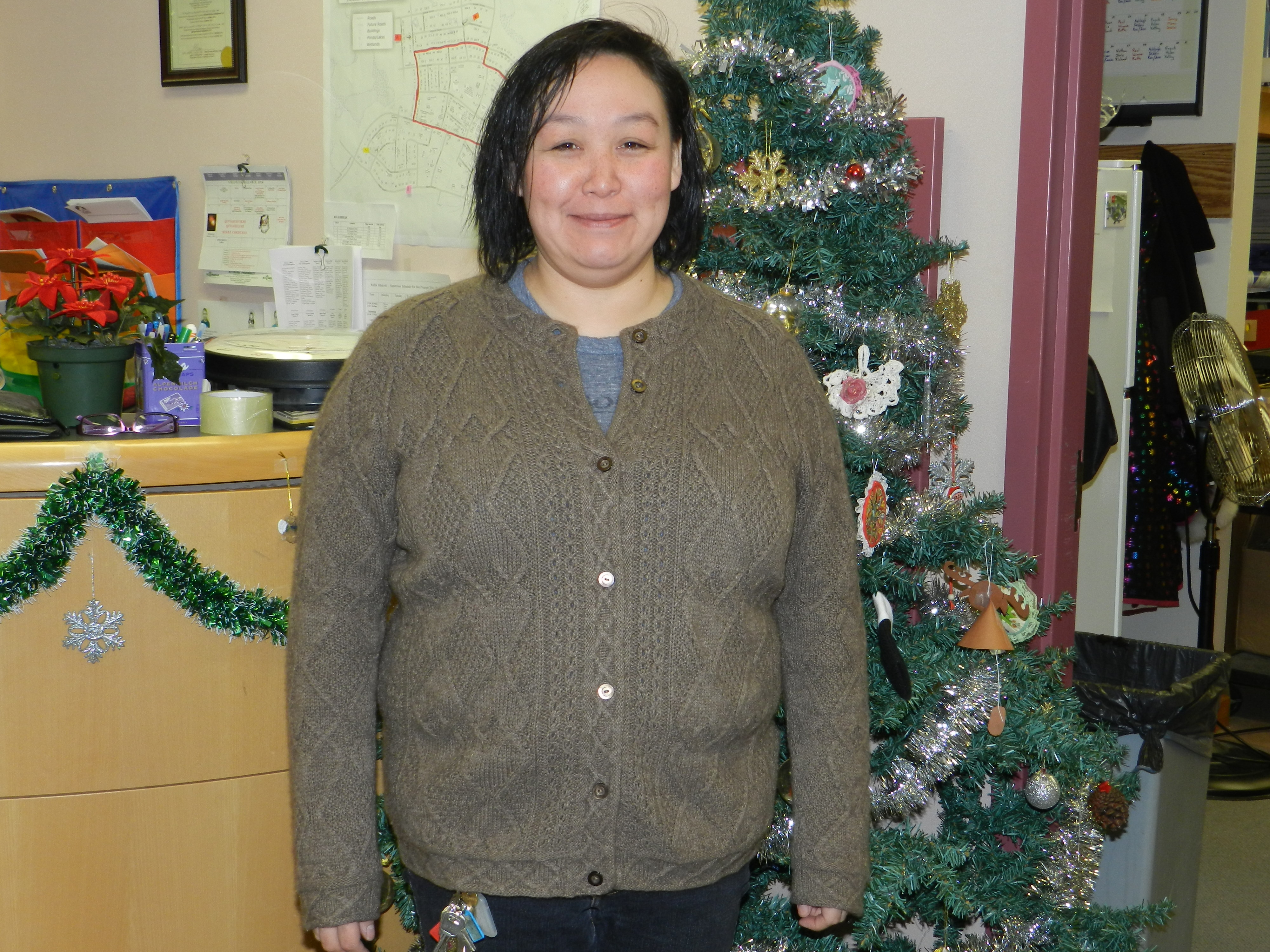
Suéter de qiviut con un valor aproximado de 900 dólares canadienses

Un buey almizclero adulto puede producir de 4 a 7 libras (1,8 a 3,2 kg) de qiviut al año. El qiviut es producido por los folículos pilosos secundarios del buey almizclero, que no están asociados con las glándulas sebáceas y, por lo tanto, es una fibra mucho más seca que la lana, con solo un 7 por ciento de aceites. La densidad del folículo piloso es muy alta (aproximadamente 42 milímetros cuadrados (0,1 in²)) y el qiviut se muda en un período de muda de primavera estrechamente sincronizado. El qiviut se suelta de la piel del animal y se aleja ligeramente, creando una apariencia de "anteojos" alrededor de los ojos y haciéndose visible en todo el cuerpo en la superficie de la piel. En esta etapa de la muda, la capa interna está a una distancia corta pero relativamente uniforme de la piel. Esto se presta a peinar el qiviut del animal en una sola hoja grande. Si no se peina, el qiviut comenzará a caer en grumos o el animal lo frotará, y puede ser arrancado del suelo o de los arbustos, pero el qiviut recolectado de esta manera es de menor calidad y requiere más limpieza. 
En la Estación de Investigación de Animales Grandes de Robert G. White (LARS), se usa un dispositivo para inmobilizar bisonte modificado para mantener el buey almizclero en su lugar de manera suave pero firme, y se peina la piel con un peine de dientes largos o un palillo de pelo. Una vez que se retira el vellón, se limpia a mano, eliminando la vegetación y otras materias extrañas, y luego se depila. El depilado es la eliminación de los pelos intermedios (mayores de 30 micras (0,03 mm; 0,001181102362 plg) de diámetro). El depilado se realiza mediante el cardado, como es de cachemira. El cardado mecánico puede causar roturas y debilitar y raspar el qiviut. Debido a que la piel se peina en lugar de afeitarse, muy pocos pelos de protección salen con el qiviut usando este método. Las pieles de los animales cazados se afeitan, por lo que el proceso de depilación en este caso es más laborioso. Después de depilar, el qiviut puede limpiarse nuevamente, si es necesario. 
El qiviut crudo y limpio se hila y luego se lava el hilo. El qiviut natural es de color marrón grisáceo suave, pero se tiñe bien y se puede encontrar a la venta en una miríada de colores. Sin embargo, el blanqueamiento debilita la fibra, por lo que muchos hilanderos y tejedores recomiendan usar solo qiviut natural sobreteñido, que tiene colores más oscuros y tenues.
La domesticación del buey almizclero se inició con el Proyecto Buey Almizclero, dirigido por John J. Teal, Jr con la primera granja de bueyes almizcleros domésticos en Fairbanks, Alaska. El proyecto continúa en la granja de bueyes almizcleros en Palmer, Alaska. Oomingmak, la cooperativa de productores de bueyes almizcleros, fue formada a fines de la década de 1960 por mujeres indígenas en la isla Nunivak, con la ayuda de la Dra. Teal y la Sra. L. Schell. Es una cooperativa de tejido que trabaja con qiviut y todavía está en funcionamiento hoy. La cooperativa tiene su sede en Anchorage, Alaska y es propiedad de aproximadamente 200 nativos de Alaska de muchas aldeas remotas de Alaska. El nombre de la cooperativa proviene de la palabra en lengua inuit para buey almizclero, umiŋmak, "el animal con piel como barba".